# Mariusz Jurasik

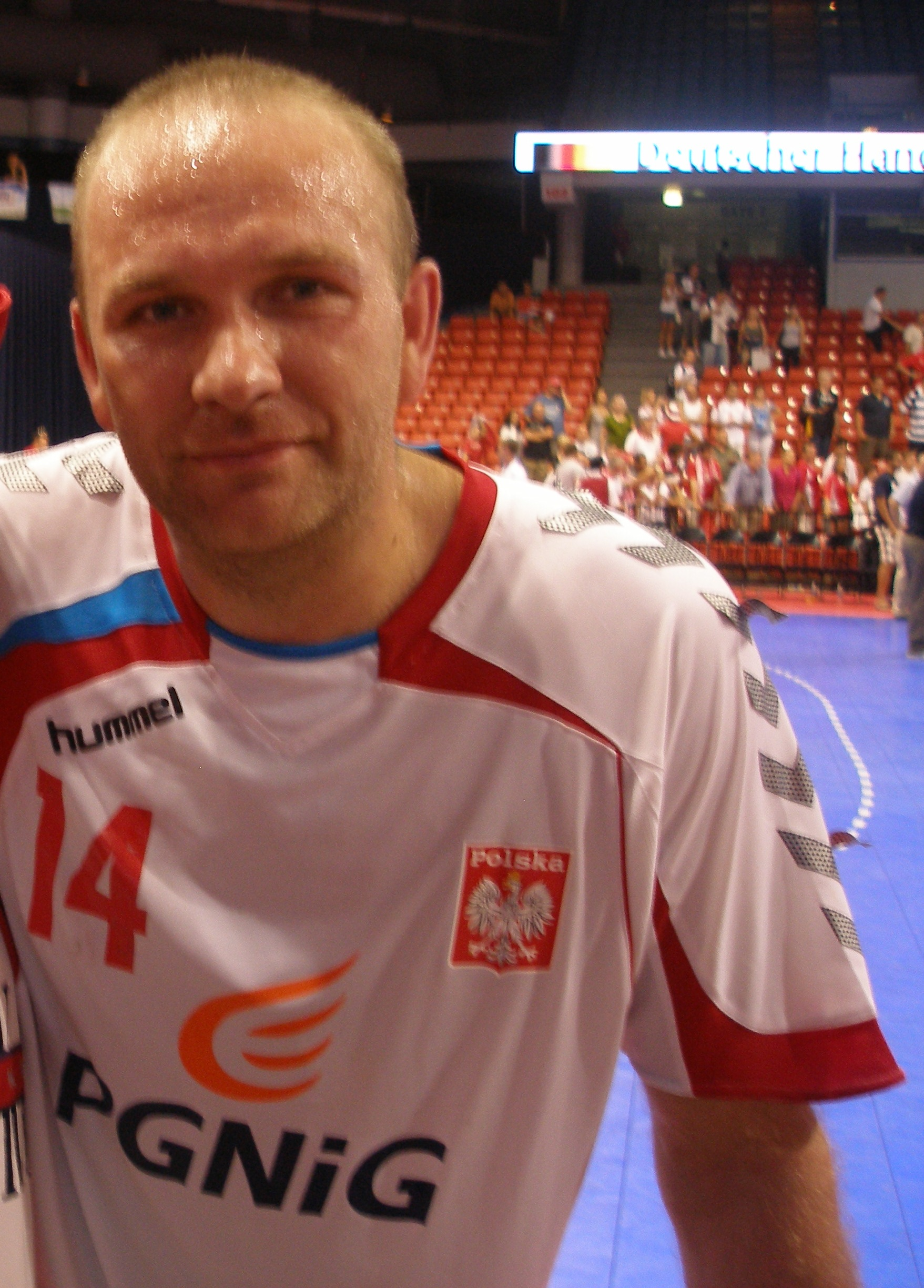
Mariusz Jurasik, 2010.

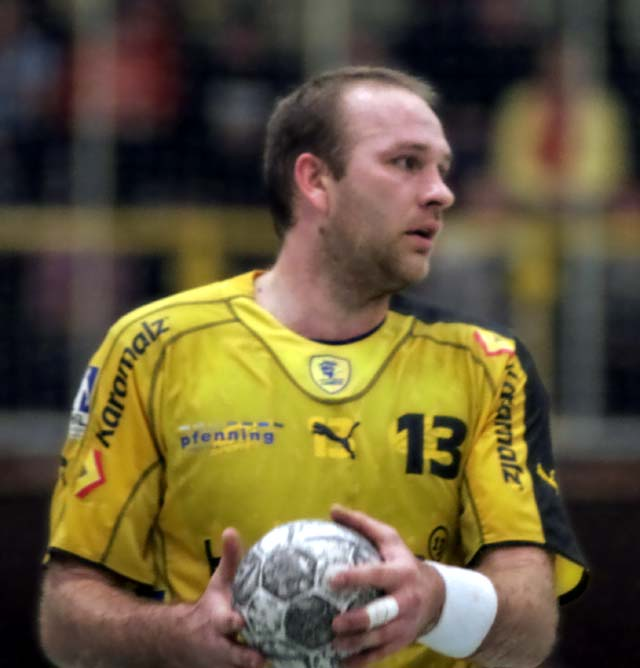
Mariusz Jurasik med Rhein-Neckar Löwen, 2006.

Mariusz Jurasik, född 4 maj 1976 i Żagań, är en polsk handbollstränare och tidigare handbollsspelare (högersexa/högernia).
Jurasik spelade 207 landskamper och gjorde 704 mål för Polens landslag, från 1997 till 2012. I klubbkarriären var han mest framgångsrik i det tyska Bundesligalaget Rhein-Neckar Löwen, där han gjorde 926 mål på 154 ligamatcher (6 mål i snitt per match), 2003–2009.

## Klubbar

### Som spelare
- WKS Sobieski Żagań (1993–1996)
- KS Kielce (1996–2001)
- SPR Wisła Płock (2001–2003)
- Rhein-Neckar Löwen (2003–2009)
- KS Kielce (2009–2012)
- El Jaish SC (2012)
- NMC Górnik Zabrze (2012–2013)

### Som tränare
- NMC Górnik Zabrze (2013–2016)
- MKS Pogoń Szczecin (2016)
- KSZO Ostrowiec Świętokrzyski (2017–2018)
- Polen U19 (2018–)

## Meriter

### Klubblagsmeriter
- Polsk mästare fem gånger: 1998, 1999, 2002, 2010, 2012

### Landslagsmeriter
- VM-silver 2007 i Tyskland (uttagen till all-star team, turneringens bästa högersexa)
- VM-brons 2009 i Kroatien